# Orașul de la miezul nopții
Orașul de la miezul nopții (în engleză The City In the Middle of the Night) este un roman științifico-fantastic din 2019 de Charlie Jane Anders⁠(d).  Are loc pe o planetă în rotație sincronă, unde viața umană, înconjurată de o viață extraterestră ostilă, este în mare parte împărțită între două orașe arhetipic diferite. Povestea principală se concentrează asupra a două personaje ale căror acțiuni le duc în afara orașelor.
Explorează teme ale relațiilor personale, combinate cu probleme sociale și politice contemporane, așa cum sunt descrise în acest context extraterestru.

## Rezumat
Povestea are loc în viitorul îndepărtat, pe o planetă în planetă blocată în rotație sincronă numită „Ianuarie”. Oamenii trăiesc în zona crepusculară⁠(d), între căldura fierbinte a părții orientate spre soare și pustiul înghețat al părții nocturne. Locuitorii sunt în mare parte împărțiți între două așezări urbane diametral opuse: Xiosphant, un oraș autoritar în care acțiunile cetățenilor sunt strict controlate și orice deviere este aspru pedepsită și Argelo, o anarhie sălbatică condusă de bande criminale concurente. Pe margine, călătorind între orașe, sunt grupuri precum Cetățenii, care consideră drumul ca propria lor casă.
Intriga alternează între cele două personaje principale. Sophie, din Xiosphant, are un loc de muncă într-o universitate de elită, o pasiune pentru Bianca, colega ei, dar este și un reacționar politic. În cele din urmă, Sophie este expulzată din oraș și aruncată în sălbăticia înghețată când își asumă vina pentru un furt comis de Bianca. Acolo, ea este salvată de „crocodili”, care nu sunt prădători instinctivi și periculoși, ci o specie nativă inteligentă, prezentă pe planetă cu mult înaintea oamenilor, care comunică telepatic. Sophie învață să comunice cu ei și, cu ajutorul lor, se întoarce pe ascuns în Xiosphant, dar își dă seama că va mai ieși din oraș pentru a-i vizita. 
Al doilea protagonist principal este Mouth, un fost Cetățean deranjat de distrugerea violentă a grupului pe drum, în timp ce încearcă să își construiască o nouă viață de comerciant. Cele două intrigi ale romanului se unesc rapid, conexiunea fiind inițial catalizată de Bianca care caută ajutor pentru planurile sale politice. Totul evoluează rapid într-o serie de călătorii periculoase care duc personajele de-a lungul planetei, de la Xiosphant și Argelo în sălbăticia necunoscută. 

## Cadru
Anders a fost unul dintre fondatorii și editorii website-ului science-fiction și de tehnologie Io9⁠(d) înainte de a se retrage pentru a se concentra asupra unei cariere de scriitoare. Scriind pentru The Atlantic, Anders a remarcat modul în care interesul ei pentru planetele în rotație sincronă (sau blocate în rezonanță) a determinat-o să scrie această lucrare. Ea afirmă că explorarea cercetărilor științifice pe această temă a determinat-o să descrie modul în care viața umană s-ar putea adapta pe o astfel de planetă, deși există un compromis inevitabil între acuratețe și cerințele dramatice.

## Recepție
Rebecca Evans, pentru Los Angeles Review of Books⁠(d), a remarcat modul în care decorul extraterestru al cărții, care este departe de orice descriere realistă a schimbărilor climatice, este o „formă critică de defamiliarizare” și o modalitate de a discuta despre un subiect contemporan familiar, fără a reșapa povești mai vechi. Ea compară dihotomia dintre cele două centre urbane cu Deposedații de Ursula K. Le Guin și remarcă modul în care Anders folosește contrastul dintre cele două orașe pentru a testa filozofia și etica, cu „onestitatea crudă și dureroasă” a personajelor și diversitatea lor ajutând la portretizarea convingătoare a problemelor mai mari, sociale și de mediu, care reprezintă nucleul romanului. 
Jason Sheehan, care face recenzii pentru radioul NPR⁠(d), descrie cartea ca „o poveste despre felul în care se distrug marile idei sociale și despre cine este cel mai rău rănit în acest proces”, o poveste de acțiune și aventură asemănătoare unei fabule care, printr-o descriere intimă a relațiilor dintre persoane, aruncă o privire asupra „momentului nostru din istorie” prin lentila distorsionantă a cadrului său.  
Potrivit lui Adam Roberts de la The Guardian, este un „roman al mileniului”, iar personajele, uneori judecate și neprihănite, manifestă în cele din urmă și rafinament și pasiune, totul combinat pentru a oferi o poveste din inimă. 
Povestea lui Anders diferă de alte lucrări din genul său nu atât din cauza temelor principale, cât și prin modul în care se îndepărtează de poveștile de avertizare cunoscute și, în schimb, prezintă o abordare a semnificației vieții în mijlocul unui mediu devastat.  Este o lungă poveste a cărei principală narațiune, potrivit lui Roberts, este aceea a posibilei apropieri între oameni și extratereștri care trăiesc într-o atmosferă de dezgust reciproc. El observă că acest lucru este „bine făcut”, deși nu este foarte original, comparându-l cu scenariile din episoadele Star Trek: Generația următoare în care apare căpitanul Picard. 
Romanul a fost nominalizat la Premiul Arthur C. Clarke și a câștigat în 2020 Premiul Locus pentru cel mai bun roman științifico-fantastic. 

## Lucrări citate
- Anders, Charlie Jane (2019). The City In The Middle Of The Night. New York: Tor Books. ISBN 978-0-7653-7996-2.